# Classificazione climatica dei comuni italiani

Mappa delle 6 zone climatiche introdotte dal decreto: in rosso la zona A, in arancione la B, in giallo la C, in azzurro la D, in blu la E e in blu scuro la F

La classificazione climatica dei comuni italiani è stata introdotta dal Decreto del presidente della Repubblica n. 412 del 26 agosto 1993. Il decreto, disponibile sul sito della gazzetta ufficiale, regolamenta la progettazione, l'installazione, l'esercizio e la manutenzione degli impianti termici degli edifici ai fini del contenimento dei consumi di energia, in attuazione dell'art. 4, comma 4, della L. 9 gennaio 1991, n. 10.
L'articolo 2 suddivide il territorio italiano in sei zone climatiche, nominate dalla A alla F in base alla temperatura media esterna giornaliera. Il criterio utilizzato per tale suddivisione è la misurazione dei gradi giorno (abbreviato GG), e non l'ubicazione geografica. Nella tabella A allegata al decreto, sono elencati i singoli comuni con la loro classificazione climatica.
La zona climatica di appartenenza indica in quale periodo dell'anno e per quante ore al giorno è possibile accendere il riscaldamento negli edifici pubblici e privati. I sindaci dei comuni possono ampliare, a fronte di comprovate esigenze (temperature rigide in autunni o primavere), i periodi annuali di esercizio e la durata giornaliera di accensione dei riscaldamenti, dandone immediata notizia alla popolazione.

## Tabella
La tabella sottostante è riassuntiva delle caratteristiche attribuite ad ogni singola zona climatica. I 2 comuni che rientrano nella zona A (Lampedusa e Linosa e Porto Empedocle), ad esempio, possono accendere il riscaldamento dal 1º dicembre al 15 marzo per massimo 6 ore al giorno. Al di fuori di tali periodi gli impianti termici possono essere attivati solo in presenza di situazioni climatiche e meteorologiche che ne giustifichino l'esercizio e comunque con una durata giornaliera non superiore alla metà di quella consentita a pieno regime. La durata di attivazione degli impianti non ubicati nella zona F deve essere comunque compresa tra le ore 5:00 e le ore 23:30 di ciascuna giornata.
| Zona | Da (GG) | A (GG) | Ore giornaliere di riscaldamento | Data di accensione  | Data di spegnimento | Numero di comuni |
| ---- | ------- | ------ | -------------------------------- | ------------------- | ------------------- | ---------------- |
| A    | 0       | 600    | 6                                | 1º dicembre         | 15 marzo            | 2                |
| B    | 601     | 900    | 8                                | 1º dicembre         | 31 marzo            | 157              |
| C    | 901     | 1400   | 10                               | 15 novembre         | 31 marzo            | 985              |
| D    | 1401    | 2100   | 12                               | 1º novembre         | 15 aprile           | 1575             |
| E    | 2101    | 3000   | 14                               | 15 ottobre          | 15 aprile           | 4222             |
| F    | 3001    | -      | Nessuna limitazione              | Nessuna limitazione | Nessuna limitazione | 1048             |

Per la stagione invernale 2022/2023 i periodi citati sono stati ridotti come segue
| Zona | Da (GG) | A (GG) | Ore giornaliere di riscaldamento | Data di accensione  | Data di spegnimento | Numero di comuni |
| ---- | ------- | ------ | -------------------------------- | ------------------- | ------------------- | ---------------- |
| A    | 0       | 600    | 5                                | 8 dicembre          | 7 marzo             | 2                |
| B    | 601     | 900    | 7                                | 8 dicembre          | 23 marzo            | 157              |
| C    | 901     | 1400   | 9                                | 22 novembre         | 23 marzo            | 985              |
| D    | 1401    | 2100   | 11                               | 8 novembre          | 7 aprile            | 1575             |
| E    | 2101    | 3000   | 13                               | 22 ottobre          | 7 aprile            | 4222             |
| F    | 3001    | -      | Nessuna limitazione              | Nessuna limitazione | Nessuna limitazione | 1048             |